# Ebba Beckman

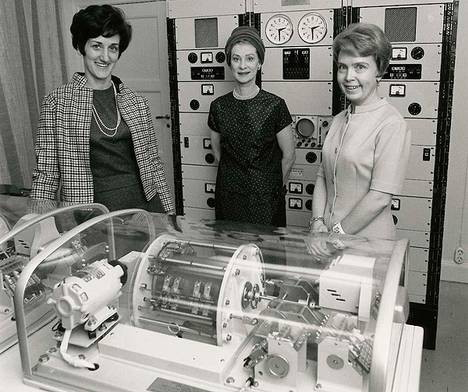
Tre gånger Fröken Ur (från vänster): Ebba Beckman 1968–2000, Eva Ulvby 1934–1956 och Berit Hofling 1956–1968.

Ebba Beckman, född Hallmén 23 maj 1924, död 9 augusti 2009, var en svensk radioprofil.
Efter studentexamen 1944 genomgick hon sekreterarutbildning vid Bar-Lock-institutet i Stockholm. År 1945 blev hon sekreterare vid Näringslivets granskningsnämnd och 1946–1947 var hon anställd vid Svenska handelskammaren i London. 1961 anställdes hon som programpresentatör eller hallåman och sändningsledare vid Sveriges Radio. Mellan 1968 och 2000 var hon Fröken Ur.
Beckman var dotter till civilingenjören Emil Hallmén och sjuksköterskan Dagmar Hallmén, född Melander. Hon var från 1947 gift med direktör Carl Beckman och blev mor till bland andra skådespelaren Anders Beckman.